# Pedro Sanz Alonso
Pedro Sanz Alonso, nom complet Pedro María Sanz Alonso, (Igea, La Rioja, 27 de desembre de 1953) és un professor d'educació primària i polític espanyol, President de La Rioja entre 1995 i 2015. Està casat i té una filla. Va exercir la docència al País Basc i a la localitat de Nájera entre 1977 i 1981. Va ser director del CEE Marquès de Vallejo i fundador d'Asprodema-Rioja. En 1989 va ocupar el seu primer càrrec al Govern de La Rioja, com a Director General de Benestar Social. En 1990 va passar a ser Secretari General del Partit Popular de La Rioja, càrrec que va mantenir fins a 1993, any que va passar a ser President Regional del PP. Va ser elegit diputat regional a les eleccions de 1991, repetint el 1995, 1999, 2003 i 2007. L'any 1995 va ser nomenat President de La Rioja, càrrec que va ocuper fins 2015, quan va ser succeït per José Ignacio Ceniceros, també del Partit Popular. També va ser membre del Comitè Executiu i de la Junta Directiva del Partit Popular.

## Altres mèrits
- 1994: Premio 'Riojano del año'
- 1998: Professor ‘Honoris causa’ per la Universitat de Ciències Socials i Empresarials de Buenos Aires (Argentina).
- 2001: President de l'Assemblea de Regions Europees Vitivinícoles (AREV)
- 2001: Medalla Honorífica de l'Associació Espanyola contra el Càncer
- 2002: Ordre de la República d'Àustria" per la seva tasca en defensa del Medi ambient
- 2004: Vicepresident del Comitè de les Regions en la Unió Europea
- 2006: President de l'Intergrup VI, constituït en el Comitè de les Regions